# Avtoceste v Albaniji
Avtoceste v Albaniji (albansko Autostradë ali Autostrada) so avtocestni sistem v Albaniji z nadzorovanim dostopom, ki je pretežno pod nadzorom Ministrstva za infrastrukturo in energijo. Avtoceste so označene kot ceste z vsaj dvema voznima pasovoma v vsako smer vožnje, vključno z odstavnim pasom, in najvišjo dovoljeno hitrostjo, ki ni manjša od 110 kilometrov na uro.

## Zgodovina
Razvoj avtocestnega omrežja v Albaniji je relativno nov in se je začel v začetku leta 2000 kot del prizadevanj države za posodobitev infrastrukture. Do takrat je imela Albanija nerazvito cestno omrežje, ki je bilo večinoma neustrezno za vse večje zahteve domačega prometa in mednarodnega tranzita. Po komunističnem obdobju (1945–1991) je imela Albanija slabo vzdrževane ceste, mnoge so bile ozke, neasfaltirane in neprimerne za sodobna vozila. To je predstavljalo težave za albanski gospodarski razvoj, trgovino in turizem.
Po padcu komunizma je država sprejela tržne reforme in se začela odpirati svetovnemu gospodarstvu. Potreba po robustnem avtocestnem sistemu je postala jasna, zlasti za trgovino s sosednjimi državami in boljši dostop do Evrope. Prvi večji projekt je bila izgradnja 170 kilometrov dolge Rruga e Kombit (Ceste naroda), avtoceste, ki povezuje Albanijo s Kosovom. Uradno odprt leta 2010 je pomemben trgovinski koridor, ki povezuje jadransko pristaniško mesto Drač s severovzhodnim mestom Kukës in mejo s Kosovom.
Projekt Rruga e Kombit je bil transformativen ne samo za Albanijo, temveč tudi za širšo balkansko regijo, saj je znatno skrajšal čas potovanja med Albanijo in Kosovom ter spodbudil močnejše gospodarske in kulturne vezi. Avtocesta je bila zgrajena s pomočjo mednarodnega financiranja, vključno s posojili Svetovne banke in Evropske banke za obnovo in razvoj (EBRD), kar kaže na prizadevanja Albanije za privabljanje tujih naložb za izboljšave infrastrukture. Vendar pa je bil projekt sporen tudi zaradi visokih stroškov, zapletenih inženirskih izzivov – zlasti gradnje predorov in mostov skozi gorat teren – in obtožb o korupciji.
Nato je Albanija razširila svoje avtocestno omrežje na ključne poti, ki povezujejo večja mesta in sosednje države. Eden najpomembnejših projektov je bila avtocesta A1 od Drača do glavnega mesta Tirane. Je del panevropskega koridorja VIII in pomaga mednarodni trgovini in turizmu s povezovanjem Albanije s Severno Makedonijo in naprej s Črnim morjem. Cesta Tirana–Drač, ki je bila prvotno preobremenjena dvopasovnica, je bila nadgrajena v štiripasovnico, kar je znatno skrajšalo čas potovanja in povečalo varnost za tisoče vozil, ki jo dnevno uporabljajo.
Poleg izboljšanja povezljivosti s sosednjimi državami je bil razvoj avtocest v Albaniji osredotočen na krepitev domačega cestnega omrežja za spodbujanje regionalnega razvoja. Avtocesta A2, ki povezuje Fier z južnim obalnim mestom Vlorë, je bila odprta leta 2019 in omogoča boljši dostop do turističnih žarišč vzdolž Albanske riviere. Ta projekt je, tako kot mnogi drugi, prejel finančno podporo mednarodnih donatorjev in je veljal za strateško naložbo v turistično industrijo države, enega njenih najpomembnejših gospodarskih sektorjev.
Kljub napredku se albanski avtocestni sistem še vedno sooča s težavami, zlasti z vzdrževanjem, varnostjo v cestnem prometu in financiranjem. Nekateri segmenti omrežja so bili kritizirani zaradi slabe kakovosti gradnje, ki vodi v hitro propadanje. Varnost v cestnem prometu ostaja zaskrbljujoča, saj ima Albanija eno najvišjih stopenj prometnih nesreč v Evropi. Da bi rešila ta vprašanja, je albanska vlada sprožila več reform, vključno z uvedbo cestninskih cest za ustvarjanje prihodkov za vzdrževanje in izboljšave, pa tudi kampanje za izboljšanje vedenja pri vožnji in uveljavljanje prometne zakonodaje.
Izraženi so bili tudi okoljski in socialni pomisleki v zvezi s širitvijo avtocest, zlasti na območjih ekološkega pomena. Načrti za razširitev cestnega omrežja skozi dolino reke Vjose, ene zadnjih divjih rek v Evropi, so na primer sprožili proteste okoljevarstvenih skupin, ki so trdile, da bi takšni projekti lahko škodili biotski raznovrstnosti in lokalnim skupnostim. Usklajevanje potrebe po razvoju infrastrukture z ohranjanjem okolja je postalo ključno vprašanje pri načrtovanju avtocest v Albaniji.
Danes Albanija še naprej širi svoje avtocestno omrežje z več projekti, ki trenutno potekajo ali so v načrtu: kot je predlagana avtocesta, ki povezuje Tirano z južnim mestom Gjirokastra, in nadaljnje izboljšave ceste, ki povezuje Albanijo s Črno goro. Čeprav je albansko avtocestno omrežje še vedno skromno v primerjavi z drugimi evropskimi državami, predstavlja pomemben korak naprej od postkomunističnih cestnih razmer v državi. Nadaljnja širitev odraža širše težnje Albanije po gospodarski integraciji z Evropo in njen strateški položaj kot prehoda med Balkanom in Sredozemljem.
Konec junija 2024 je bila odprta avtocesta Thumanë–Kashar kot del jadransko-jonske avtoceste, odsek med Thumano in Kasharjem je dolg približno 20 kilometrov. Skupaj ima 2 križišči, 11 mostov in 12 podvozov. Nameščene so bile tudi cestninske postaje, pri čemer uporabniki vozil plačajo pristojbino v višini 2,1 € v vsako smer. Plačila so možna v gotovini (lokalna valuta, Lek) in pogosto v evrih. Vzpostavljen je sistem elektronskega cestninjenja, ki omogoča hitrejše transakcije. Sem spadajo možnosti brezstičnega plačevanja in predplačniške cestninske kartice.

## Avtoceste in odseki

### Seznam avtocest
| Avtocesta | Potek                                              | Dolžina (2024) | Opis |
| --------- | -------------------------------------------------- | -------------- | --- |
| A1        | Morinë, Kukës, Rrëshen, Milot, Fushë-Krujë, Kashar | 148,0 km       | A1 se začne na meji Kosova blizu Morinë. Avtocesta poteka skozi Kukës in nadaljuje proti zahodu proti Milotu, kjer križišče Milot povezuje SH1 na severu in A1 na jugu. Nadaljuje se proti jugu do Thumane, Fushe-Kruje, Kasharja in Tirane. Konča se na razcepu Kashar. |
| A2        | Fier, Levan, Vlorë                                 | 46,0 km        | A2 se začne pri Fieru. Avtocesta poteka južno skozi Fier in Levan ter se nadaljuje proti Vlori, kjer se avtocesta konča. |
| A3        | Sauk, Krraba, Bradashesh                           | 26,0 km        | A3 se začne pri razcepu trgovskega centra TEG z zunanjim obročem Tirane v Lundërju blizu Sauka južno od Grand Parka v Tirani in sledi poti, vzporedni s SH3 na dolini reke Erzen do vasi Krabë. Blizu meje med okrožji Tirana in Elbasan poteka avtocesta skozi predor Krraba. Nadaljuje se znotraj doline Kusha proti Elbasanu, kjer se ponovno sreča s SH3 pri Bradasheshu, kjer se avtocesta konča. |

### Avtocestni odseki v gradnji
| Avtocesta    | Okrožje        | Dolžina  | Odsek              | Opis                                                      | Predviden zaključek |
| ------------ | -------------- | -------- | ------------------ | --------------------------------------------------------- | ------------------- |
| A3           | Elbasan, Korça | 50,12 km | Elbasan–Qafe Thane | Gradnja štiripasovne avtoceste se je začela novembra 2022 | 2027                |
| Koridor VIII | Elbasan        | 30 km    | Elbasan–Lekaj      | Navezava na prihodnjo jadransko-jonsko avtocesto          | 2026                |

### Načrtovani avtocestni odseki
| Avtocesta                  | Okrožje       | Dolžina  | Odsek           | Podrobnosti o načrtovanem novem odseku                                              |
| -------------------------- | ------------- | -------- | --------------- | ----------------------------------------------------------------------------------- |
| A1                         | Lezhë         | 25 km    | Milot–Rrëshen   | Načrt je izgradnja dodatnega pasu v vsako smer v skladu s standardi polne avtoceste |
| Jadransko–jonska avtocesta | Skader, Lezhë | 40,94 km | Muriqan–Baldren | Med mejnim prehodom Muriqan in SH1 pri Baldrenu                                     |
| Jadransko–jonska avtocesta | Lezhë         | 16,19 km | Balldren–Milot  | Med Baldrenom in Milotom vključno s predorom blizu Lezhë                            |
| Jadransko–jonska avtocesta | Tirana        | 55 km    | Kashar–Lekaj    | Za povezavo Tirane s trenutno SH4 pri kraju Lekaj                                   |